# Don Marquis

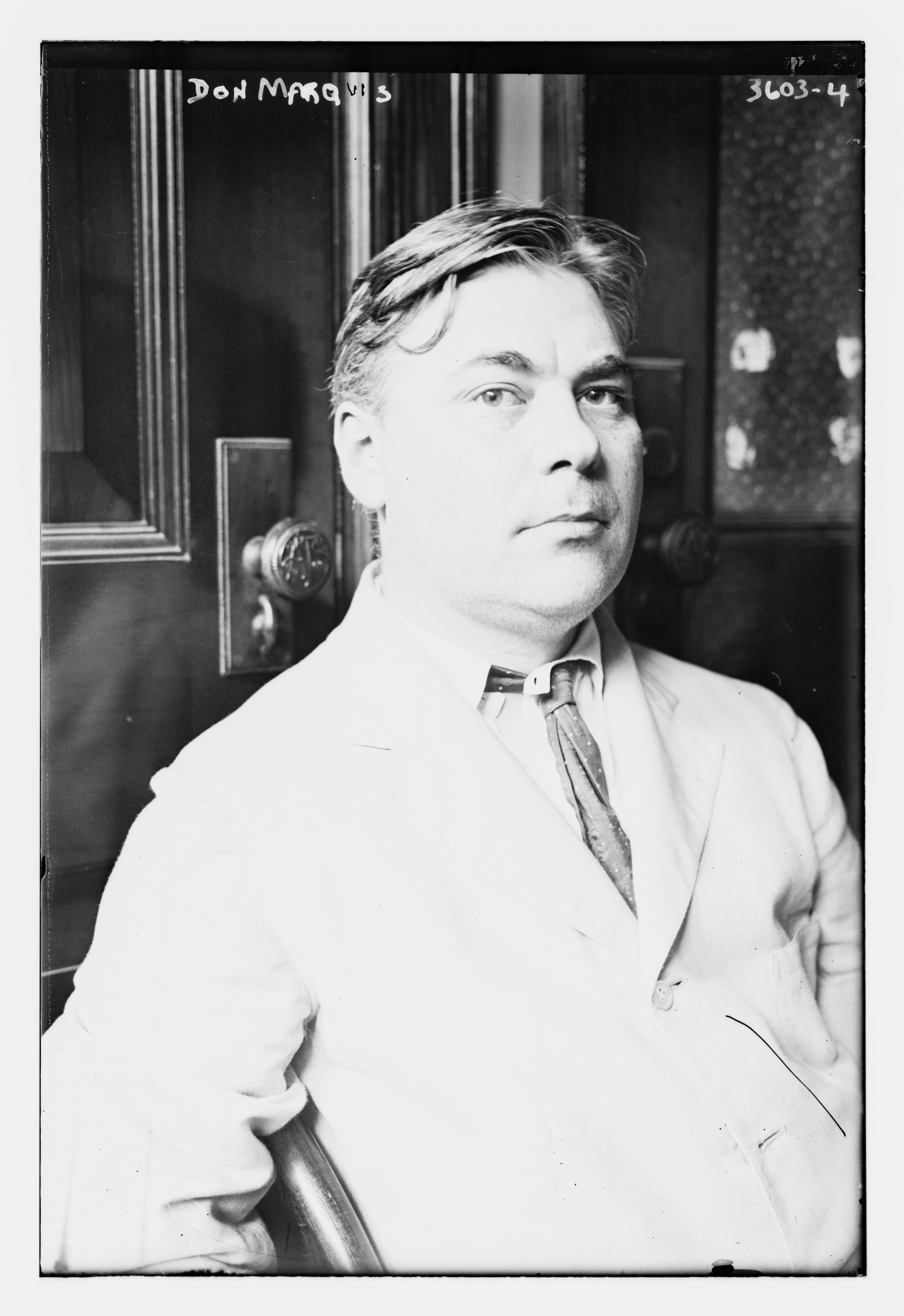

Donald Robert Perry Marquis (Walnut, Illinois, 28 de julio de 1878 - Ciudad de Nueva York, 16 de junio de 1937) fue un humorista, periodista y escritor. 
Novelista, poeta, autor dramático, aforista y columnista, Marquis creó los personajes de Archy y Mehitabel, autores fingidos de versos humorísticos. Formado en su Illinois natal, trabajó desde 1902 en el Atlanta Journal, y desde 1912 hasta 1922, en el Evening Sun, donde se hizo famoso por sus columnas diarias; con posterioridad continuó su labor en el New York Herald (desde 1924, New York Herald Tribune) en el que sus columnas le granjearon enorme éxito, colaborando asimismo en otros medios escritos. 
Marquis fue un prolífico escritor, siempre con un notable sentido del humor. Fue autor de sutiles aforismos. 
Casado dos veces y con dos hijos, Marquis murió de un ataque de apoplejía tras superar tres ataques anteriores que lo habían discapacitado parcialmente.